# 超地球ミステリー特別企画「1秒の世界」
『超地球ミステリー特別企画「1秒の世界」』（ちょうちきゅうミステリーとくべつきかく いちびょうのせかい）は、2006年より毎年1月にTBS（JNN系列）で放送されているドキュメンタリー特番である。

## 放送日時
1. 2006年1月20日（金曜日）18:55～20:54
2. 2007年2月7日（水曜日）18:55～20:54
3. 2008年1月12日（土曜日）19:00～20:54

しかし、これ以降放送されていない。

## 番組概要
- 地球環境をテーマに1秒にどれだけの費用がかかるか、またどれだけの量が出るか紹介したり、また人気タレントが国内を回ったり海外に行き、現状を紹介している。

## 出演者
司会
- 今田耕司
- 安住紳一郎（TBSアナウンサー）(～2008年)
- 小林麻耶（TBSアナウンサー）(2009年)

ゲスト(2009年放送分)
- 石原良純
- 三宅健（V6）
- 山口智充
- YOU
- 優木まおみ

## スポンサー
- 2006年～2007年の2回はトヨタ自動車を筆頭スポンサーとした複数社提供。
- 2008年～2009年の2回はクラレを筆頭スポンサーとした複数社提供。

## スタッフ
- プロデューサー：川口直美（TBSテレビ情報センター情報二部）、富田茂・三浦上（TBS-V）
- 制作協力：TBS-V
- 制作：TBSテレビ
- 製作著作：TBS
- 原作：「1秒の世界」（山本良一責任編集／Think the Earthプロジェクト編／ダイヤモンド社）